# Ussel (Cantal)
Ussel é uma comuna francesa na região administrativa de Auvérnia-Ródano-Alpes, no departamento de Cantal. Estende-se por uma área de 10,26 km². Em 2010 a comuna tinha 486 habitantes (densidade: 47,4 hab./km²).